# TJ Tatran Rakovník
TJ Tatran Rakovník je fotbalový klub z Rakovníka, účastník I. B třída Středočeského kraje. Byl založen v roce 1943.

## Historie
Klub vznikl v roce 1943 při rakovnické továrně na keramické výrobky RAKO jako AFK RAKO. Pod jehož patronací zůstal až do roku 2004, kdy společnost koupila zahraniční firma. Klub se po celou dobu své existence pohyboval na úrovni krajských soutěží a to až do roku 2015, kdy si zajistil postup do divize z 5. místa, díky neochotě ostatních klubů postoupit.

## Historické názvy
- 1943 – AFK RAKO Rakovník (Atletický fotbalový klub RAKO Rakovník)
- 1953 – DSO Tatran Rakovník (Dobrovolná sportovní organizace Tatran Rakovník)
- 1958 – TJ Tatran Rakovník (Tělovýchovná jednota Tatran Rakovník)
- 1972 – TJ Tatran RKZ Rakovník (Tělovýchovná jednota Tatran Rakovnické keramické závody Rakovník)
- 2000 – TJ Tatran Rako Rakovník (Tělovýchovná jednota Tatran Rako Rakovník)
- 2004 – TJ Tatran Rakovník (Tělovýchovná jednota Tatran Rakovník)